# うみへび座TWアソシエーション
うみへび座TWアソシエーション(TW Hydrae association)は、地球から約50パーセクの距離に位置する、500万歳から1000万歳とほぼ等しい非常に若い年齢の、同じ運動を行う30個程度の恒星の集団である。この中で最もよく研究されているのは、うみへび座TW星（既知の最も近い降着のあるおうし座T型星）HR 4796（塵の円盤が観測されるA型主系列星）、HD 98800（塵の円盤を持つ四重星）、2M1207（惑星質量の伴星2M1207bを伴う降着のある褐色矮星）である。